# قميلة متجانسة الأوراق
قميلة متجانسة الأوراق أو جزر شيطاني متجانس الأوراق (الاسم العلمي:Torilis homophylla) هو نوع غير مؤكد من النباتات يتبع جنس القميلة من الفصيلة الخيمية.